# Heilprinia coltrorum
Heilprinia coltrorum is een slakkensoort uit de familie van de Fasciolariidae. De wetenschappelijke naam van de soort werd in 2000 voor het eerst geldig gepubliceerd door Hadorn & Rogers.